# Marquesado de la Regalía
El Marquesado de la Regalía es un título nobiliario español creado el 8 de julio de 1738 por el rey Felipe V de España a favor de Antonio José Álvarez de Abreu (Isla de La Palma, Canarias, 1683 - Madrid, 1756), Ministro del Consejo y Cámara de Indias, Gobernador de Caracas en Venezuela, Abogado de los Reales Consejos.
Su denominación, regalía, hace referencia a un antiguo impuesto que se pagaba a la Corona por la concesión de algún derecho. En la real cédula dada por el monarca en el Buen Retiro (8 de julio de 1738) se lee: "queriendo dar señales de quan agradable me ha sido el importante servicio que habeis hecho"

## Marqueses de la Regalía
|                       | Titular                                    | Periodo               |
| Creación por Felipe V | Creación por Felipe V                      | Creación por Felipe V |
| --------------------- | ------------------------------------------ | --------------------- |
| I                     | Antonio José Álvarez de Abreu              | 1738-1756             |
| II                    | José Antonio Álvarez de Abreu y Bertodano  |                       |
| III                   | Jaime Alberto Álvarez de Abreu y Bertodano |                       |
| IV                    | Manuel Álvarez de Abreu y Marín            |                       |
| V                     | Nicolás Álvarez de Abreu y Mora            |                       |
| VI                    | Mauricio Melgar y Álvarez de Abreu         |                       |
| VII                   | Mauricio Melgar y Rojas                    |                       |
| VIII                  | Ignacio Melgar y Rojas                     |                       |
| IX                    | Inés Melgar y Almunia de Próxita           |                       |
| X                     | Mauricio López Melgar                      | 2004-actual titular   |

## Historia de los Marqueses de la Regalía
- Antonio José Álvarez de Abreu (1683-1756), I marqués de la Regalía (8 de julio de 1738).

1. Casó con Teresa Cecilia Bertodano y Knepper. Le sucedió su hijo:

- José Antonio Álvarez de Abreu y Bertodano (1717-1775), II marqués de la Regalía. Le sucedió su hermano:

- Jaime Alberto Álvarez de Abreu y Bertodano (1730-1797), III marqués de la Regalía. Le sucedió su nieto:

- Manuel Álvarez de Abreu y Marín (1777-1846), IV marqués de la Regalía.

1. Casó con Luisa Rodríguez Alberne y Girón.
2. Casó con María de Mora y Piscatori (1798-1863), hija de los IV Marqueses de San Andrés de Parma. Le sucedió su hijo:

- Nicolás Álvarez de Abreu y Mora (1817-1894), V marqués de la Regalía. Le sucedió su nieto:

- Mauricio Melgar Álvarez de Abreu (1872-1946), VI marqués de la Regalía.

1. Casó con María de Rojas y Vicente. Le sucedió su hijo:

- Mauricio Melgar y Rojas (1903-1972), VII marqués de la Regalía. Le sucedió su hermano:

- Ignacio Melgar y Rojas (1904-1983), VIII marqués de la Regalía.

1. Casó con Inés Almunia de Próxita y de León. Le sucedió su hija:

- Inés Melgar y Almunia (1934-2003), IX marquesa de la Regalía. Le sucedió su primo hermano:

- Mauricio López Melgar (1941-), X marqués de la Regalía.

1. Casó con Lucía Jiménez y Sierra.